# Peliperdix
Peliperdix és un gènere d'ocells de la família dels fasiànids (Phasianidae). Aquests francolins habiten sabanes i boscos de la zona afrotròpica.

## Taxonomia
Fins fa poc es consideraven dins aquest gènere quatre espècies, de les quals tres són ara incloses a un gènere de nova creació: Campocolinus arran diversos estudis filogenètics recents. Avui es considera un gènere monotípic:
- Peliperdix lathami - Francolí maculat.

Molts autors, com ara Clements 6a edició (2009) incloien dins el gènere Francolinus, totes les espècies dels gèneres Peliperdix, Scleroptila, Dendroperdix i Pternistis.